# Ghizela
Ghizela (en hongrois : Gizellafalva, en allemand : Giseladorf) est une commune du județ de Timiș en Roumanie.